# Emil von Sydow

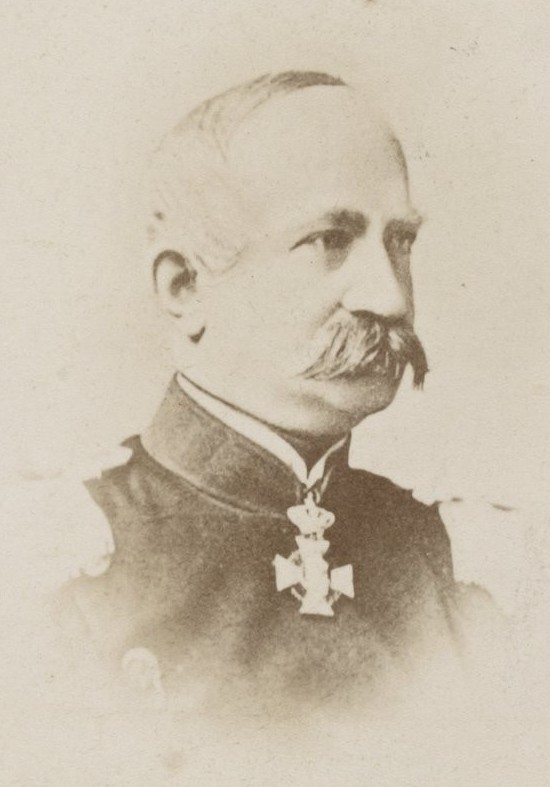
Emil von Sydow (1873)

Emil von Sydow (Freiberg, 15 juli 1812 -  Berlijn, 13 oktober 1873) was een Pruissische officier, geograaf en cartograaf uit de 19e eeuw.

## Levensloop
Zijn ouders, Friedrich von Sydow (1780-1845), een succesvolle officier in de Napoleontische oorlogen, en zijn moeder, Wilhelmine, geboren von Criegern (1789-1867), werkten als gerespecteerde schrijvers nadat Friedrich het leger had verlaten.
Van 1832 tot 1843 was hij leraar aan de cadettenschool in Erfurt voor de vakken tactiek, fortificatie, aardrijkskunde en terreinwetenschap. Hij experimenteerde met kleurenlithografie voor wandkaarten totdat deze productierijp waren. Daarbij implementeerde hij de regionale kleuren groen voor laagland, bruin voor bergen en zwart voor netwerk en belettering in het kaartontwerp, later aangevuld met blauw voor waterlichamen. De resultaten overtuigden Uitgeverij Justus Perthes in Gotha, pedagogen spraken hun enthousiasme uit en al snel volgden kaarten van continenten en landen, te beginnen in 1838. Rond 1842 begon hij op basis van dezelfde principes de ontwikkeling van de Methodischen Hand-Atlas für das wissenschaftliche Studium der Erdkunde. In 1843 werd Sydow vanwege zijn pedagogische kwalificaties benoemd tot lid van de 'Ober-Militär-Examinations-Commission' (Hoger Militaire Examencommissie) in Berlijn. Sydow trad in 1855 in dienst bij Justus Perthes om zijn belangrijke innovaties in kaarttechnologie en kaartontwerp te gebruiken en publiceerde snel achter elkaar kaartenreeksen in het Zweeds, Russisch en Italiaans. Vanaf 1888 werd de atlas opnieuw bewerkt door Hermann Wagner en anderen onder de titel Sydow-Wagners Methodischer Schulatlas  waarvan de laatste en 23e editie in 1944 verscheen.
Twee belangrijke geschriften over cartografie dateren uit de creatieve periode van Gotha. De Drei Karten-Klippen veralgemeniseren de kennis van de projectie van het oppervlak van de bol op de kaart, de weergave van het driedimensionale aardoppervlak op het tweedimensionale papier en de selectie en veralgemenisering van de kaartobjecten, basisvragen waarmee Sydow baanbrekend werd. Der kartographische Standpunkt Europas analyseert in 12 essays de kaartenreeks die in de Europese landen is gemaakt, waarin hij een belangrijke bijdrage levert aan de ontwikkeling van de technische taal, een bijdrage aan de cultuurgeschiedenis, maar ook aan de militaire cartografische verlichting.

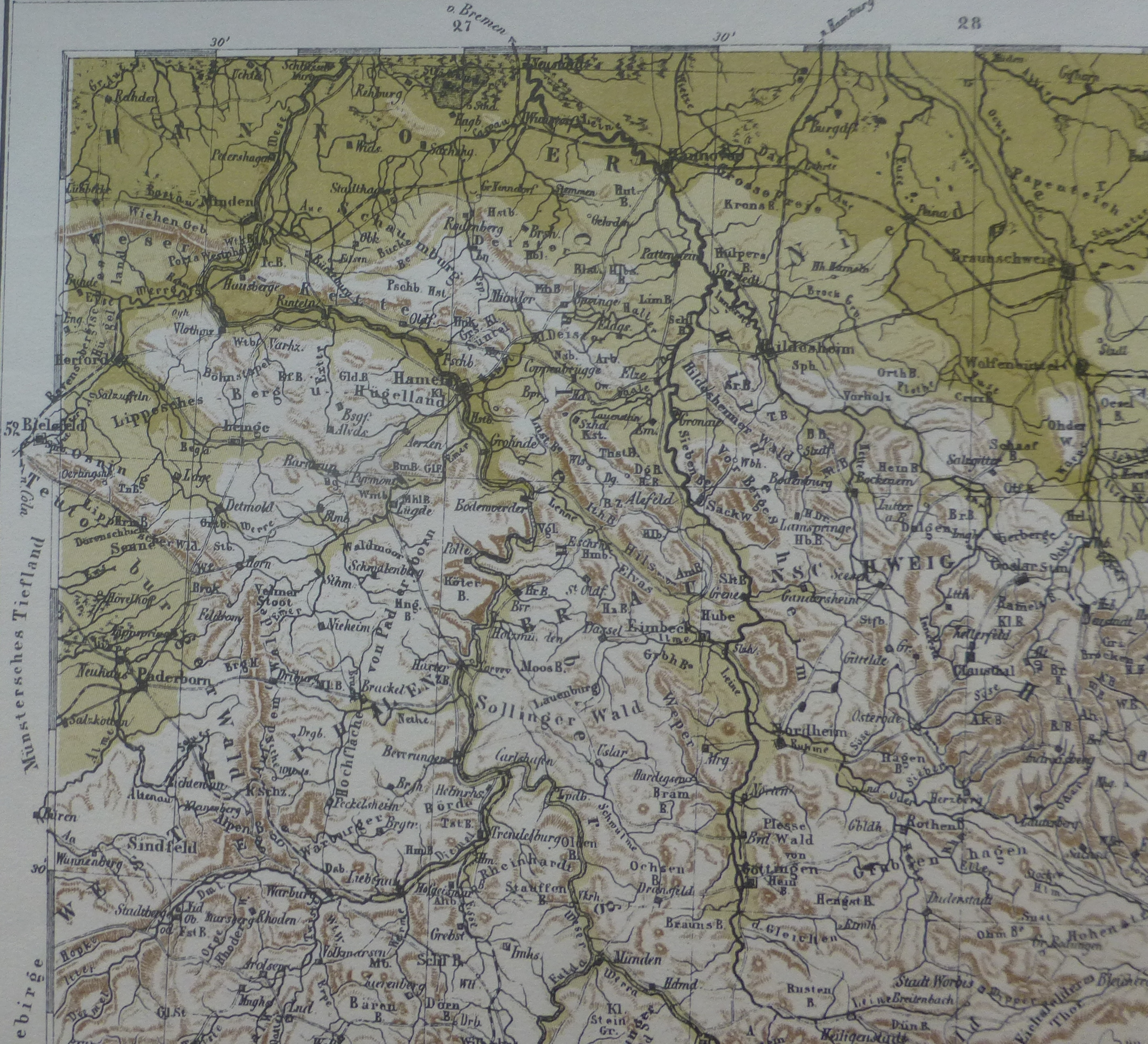
Emil von Sydow Methodischer Handatlas: Mittelgruppe des Nord-deutschen Berglandes (Kartenauschnitt Südniedersachsen) von 1851

Helmuth von Moltke benoemde Von Sydow in 1860 tot lid van de Generale Staf met een taak in de militaire geografie en als hoofd van de geografische en statistische afdeling. De Berlijnse creatieve periode is om redenen van geheimzinnigheid versluierd en niet opgehelderd. De militaire historicus Bernhard von Poten meldt dat Sydow het leger tijdens de Oostenrijks-Pruisische en Frans-Pruisische oorlogen tot volle tevredenheid van kaarten heeft voorzien. Hierachter gaan belangrijke vragen schuil: In welke edities werden de kaarten geproduceerd? Volgens welke (vooral Franse) sjablonen heeft de afdeling de kaarten gekopieerd? Hoe lang voor de oorlogsverklaring werd deze taak uitgeoefend? Sydow experimenteerde al sinds 1865 met fotografische processen voor kaartreproductie.
Een van de zonen van Von Sydow sneuvelde als officier in de slag bij Königgrätz, een tweede in de slag bij Gravelotte en een derde raakte ernstig gewond. Emil von Sydow zelf stierf in 1873 aan cholera.